# Juan Adán Andrés de Liechtenstein
Juan Adán Andrés de Liechtenstein (en alemán: Johann Adam Andreas von Liechtenstein) (Brno, 16 de agosto de 1657 - Viena, 16 de junio de 1712) fue el tercer príncipe de Liechtenstein. Era hijo del príncipe Carlos Eusebio de Liechtenstein y de su esposa y sobrina, la princesa Juana Beatriz de Dietrichstein-Nikolsburg.

## Biografía
Como príncipe se sentó sobre todo para la reorganización de la administración principesca, al mismo tiempo que también quería renovar las finanzas familiares. En 1687, el emperador Leopoldo lo nombró miembro del Consejo Privado, en 1693 se le otorgó la Orden del Vellocino de Oro.
No solo actuó como experto financiero dentro de su familia; la familia imperial también aprendió a apreciar las artes del Príncipe en asuntos financieros. Su proyecto más grande fue la racionalización de la gestión de la cámara , pero el emperador tuvo que presionar a sus funcionarios en 1699 para que diera y rechazara los planes de Johann Adams. La fundación de su propio banco, el Vienna Girobank , cuyo presidente fue de 1703 a 1705, tampoco tuvo gran éxito. Después de estas derrotas, el príncipe ahora estaba más preocupado por los asuntos diplomáticos, por lo que viajó en 1707 como comisionado imperial al parlamento húngaro a Bratislava .
Ya en 1697, el príncipe Johann adquirió la ciudad de Sternberg en el norte de Moravia con el castillo asociado y el dominio homónimo. Con la adquisición de los dominios Schellenberg en 1699 y Vaduz en 1712, los príncipes de Liechtenstein vinieron por primera vez a bienes inmuebles directamente al imperio ; Esto significaba que el Príncipe Johann Adam Andreas ahora tenía derecho a un asiento en el Reichsfürstenrat en el Reichstag del Sacro Imperio Romano de la Nación Alemana , que había sido su objetivo más preciado. Antes de eso, no poseía ningún dominio que estuviera dentro del Reich y tuviera el derecho de príncipe imperial.
El príncipe también se hizo un nombre en la cultura, ya que era un gran coleccionista de arte y mecenas . El alcance de la colección de arte principesco de hoy se remonta a él. Como maestro de obras, Johann Adam también se dio cuenta de sí mismo; Entre otras cosas, construyó dos espléndidos palacios vieneses, el Palacio Majoratal y el Palacio del Jardín de Liechtenstein . También es el fundador, pero solo parcialmente homónimo del distrito Lichtental de Alsergrund en Viena.

El 18 de enero de 1699 adquirió el señorío de Schellenberg y el 22 de febrero de 1712 el condado de Vaduz. Estos dos dominios formarían más tarde el actual Principado de Liechtenstein (anteriormente ambos pertenecían al Condado de Hohenems).
Juan nunca tuvo un cargo dentro de la corte imperial, pero su estatus de experto financiero hizo que su ayuda en esta área fuera imprescindible. Informalmente se lo llamaba "Juan Adán el Rico".
Aparte de administrar su propiedad, tenía mucho interés en el arte. Compró obras de Rubens y van Dyck para sus colecciones privadas. Era uno de los benefactores más generosos de su época. Juan se construyó dos edificios conmemorativos en Viena: un palacio en la calle Bankgasse y un palacio de verano en el distrito de Rossau (actual Museo Liechtenstein). 
Fue uno de los mayores constructores de castillos y palacios de su tiempo.

## Matrimonio y descendencia
El 16 de febrero de 1681, Juan Adán Andrés se casó en Viena con su prima hermana, la princesa Edmunda María de Dietrichstein-Nikolsburg (1652 - 1737). 
De esta unión nacieron siete hijos:
- María Isabel (1683 - 1744), casada en primeras nupcias con el príncipe Maximiliano de Liechtenstein (1641 - 1709), y en segundas nupcias en 1710 con el duque Leopoldo de  Schleswig-Holstein-Sonderburg-Wiesenburg (1674 - 1744).
- Carlos José (1684 - 1704), nunca se casó ni tuvo descendencia.
- María Antonia (1687 - 1750), casada en primeras nupcias con el barón Marcos Adán Czobor de Czoborszentmihály (muerto en 1728), y en segundas nupcias con el barón Carlos Hrzan, conde de Harras (1685 - 1750).
- Francisco Dominico (1689 - 1711), nunca se casó ni tuvo descendencia.
- María Gabriela (1692 - 1713), casada con el príncipe José Juan Adán de Liechtenstein (1690 - 1732).
- María Teresa (1694 - 1772), casada con el príncipe Manuel Tomás de Saboya-Carignano, conde de Soissons (1687 - 1713).
- María Dominica (1698 - 1724), casada con el príncipe Enrique José de Auersperg (1697 - 1783).

## Distinciones honoríficas
- Caballero de la Insigne Orden del Toisón de Oro (rama austríaca, 1693).[6]

## Ancestros
|  |                                                                                    |  |  |  |  |  |  |  |  |  |  |  |  |  |  |  |
|  | 16. Barón Jorge Hartmann de Liechtenstein, Señor de Valtice                        |  |  |  |  |  |  |  |  |  |  |  |  |  |  |  |
|  |                                                                                    |  |  |  |  |  |  |  |  |  |  |  |  |  |  |  |
|  |                                                                                    |  |  |  |  |  |  |  |  |  |  |  |  |  |  |  |
|  | 8. Barón Hartmann II de Liechtenstein, Señor de Valtice, Lednice y Steyregg        |  |  |  |  |  |  |  |  |  |  |  |  |  |  |  |
|  |                                                                                    |  |  |  |  |  |  |  |  |  |  |  |  |  |  |  |
|  |                                                                                    |  |  |  |  |  |  |  |  |  |  |  |  |  |  |  |
|  | 17. Baronesa Susana de Liechtenstein                                               |  |  |  |  |  |  |  |  |  |  |  |  |  |  |  |
|  |                                                                                    |  |  |  |  |  |  |  |  |  |  |  |  |  |  |  |
|  |                                                                                    |  |  |  |  |  |  |  |  |  |  |  |  |  |  |  |
|  | 4. Príncipe Carlos I de Liechtenstein                                              |  |  |  |  |  |  |  |  |  |  |  |  |  |  |  |
|  |                                                                                    |  |  |  |  |  |  |  |  |  |  |  |  |  |  |  |
|  |                                                                                    |  |  |  |  |  |  |  |  |  |  |  |  |  |  |  |
|  | 18. Conde Carlos I de Ortenburg                                                    |  |  |  |  |  |  |  |  |  |  |  |  |  |  |  |
|  |                                                                                    |  |  |  |  |  |  |  |  |  |  |  |  |  |  |  |
|  |                                                                                    |  |  |  |  |  |  |  |  |  |  |  |  |  |  |  |
|  | 9. Condesa Ana María de Ortenburg                                                  |  |  |  |  |  |  |  |  |  |  |  |  |  |  |  |
|  |                                                                                    |  |  |  |  |  |  |  |  |  |  |  |  |  |  |  |
|  |                                                                                    |  |  |  |  |  |  |  |  |  |  |  |  |  |  |  |
|  | 19. Condesa Maximiliana de Frauenburg-Haag                                         |  |  |  |  |  |  |  |  |  |  |  |  |  |  |  |
|  |                                                                                    |  |  |  |  |  |  |  |  |  |  |  |  |  |  |  |
|  |                                                                                    |  |  |  |  |  |  |  |  |  |  |  |  |  |  |  |
|  | 2. Príncipe Carlos Eusebio de Liechtenstein                                        |  |  |  |  |  |  |  |  |  |  |  |  |  |  |  |
|  |                                                                                    |  |  |  |  |  |  |  |  |  |  |  |  |  |  |  |
|  |                                                                                    |  |  |  |  |  |  |  |  |  |  |  |  |  |  |  |
|  | 20. Barón Venceslao II Bučovský de Boskovic                                        |  |  |  |  |  |  |  |  |  |  |  |  |  |  |  |
|  |                                                                                    |  |  |  |  |  |  |  |  |  |  |  |  |  |  |  |
|  |                                                                                    |  |  |  |  |  |  |  |  |  |  |  |  |  |  |  |
|  | 10. Barón Juan Šembera de Boskovic y Černá Hora                                    |  |  |  |  |  |  |  |  |  |  |  |  |  |  |  |
|  |                                                                                    |  |  |  |  |  |  |  |  |  |  |  |  |  |  |  |
|  |                                                                                    |  |  |  |  |  |  |  |  |  |  |  |  |  |  |  |
|  | 21. Señora Ana de Ojnic                                                            |  |  |  |  |  |  |  |  |  |  |  |  |  |  |  |
|  |                                                                                    |  |  |  |  |  |  |  |  |  |  |  |  |  |  |  |
|  |                                                                                    |  |  |  |  |  |  |  |  |  |  |  |  |  |  |  |
|  | 5. Baronesa Ana María Šemberová de Boskovic y Černá Hora                           |  |  |  |  |  |  |  |  |  |  |  |  |  |  |  |
|  |                                                                                    |  |  |  |  |  |  |  |  |  |  |  |  |  |  |  |
|  |                                                                                    |  |  |  |  |  |  |  |  |  |  |  |  |  |  |  |
|  | 22. Barón Alberto Krajíř de Krajku                                                 |  |  |  |  |  |  |  |  |  |  |  |  |  |  |  |
|  |                                                                                    |  |  |  |  |  |  |  |  |  |  |  |  |  |  |  |
|  |                                                                                    |  |  |  |  |  |  |  |  |  |  |  |  |  |  |  |
|  | 11. Baronesa Ana Krajířová de Krajku                                               |  |  |  |  |  |  |  |  |  |  |  |  |  |  |  |
|  |                                                                                    |  |  |  |  |  |  |  |  |  |  |  |  |  |  |  |
|  |                                                                                    |  |  |  |  |  |  |  |  |  |  |  |  |  |  |  |
|  | 23. Señora María Magdalena Kostomlatská de Vřesovic                                |  |  |  |  |  |  |  |  |  |  |  |  |  |  |  |
|  |                                                                                    |  |  |  |  |  |  |  |  |  |  |  |  |  |  |  |
|  |                                                                                    |  |  |  |  |  |  |  |  |  |  |  |  |  |  |  |
|  | 1. Príncipe Soberano Juan Adán Andrés de Liechtenstein                             |  |  |  |  |  |  |  |  |  |  |  |  |  |  |  |
|  |                                                                                    |  |  |  |  |  |  |  |  |  |  |  |  |  |  |  |
|  |                                                                                    |  |  |  |  |  |  |  |  |  |  |  |  |  |  |  |
|  | 24. Barón Adán de Dietrichstein                                                    |  |  |  |  |  |  |  |  |  |  |  |  |  |  |  |
|  |                                                                                    |  |  |  |  |  |  |  |  |  |  |  |  |  |  |  |
|  |                                                                                    |  |  |  |  |  |  |  |  |  |  |  |  |  |  |  |
|  | 12. Conde Segismundo de Dietrichstein-Nikolsburg                                   |  |  |  |  |  |  |  |  |  |  |  |  |  |  |  |
|  |                                                                                    |  |  |  |  |  |  |  |  |  |  |  |  |  |  |  |
|  |                                                                                    |  |  |  |  |  |  |  |  |  |  |  |  |  |  |  |
|  | 25. Margarita Folch de Cardona y Requensens                                        |  |  |  |  |  |  |  |  |  |  |  |  |  |  |  |
|  |                                                                                    |  |  |  |  |  |  |  |  |  |  |  |  |  |  |  |
|  |                                                                                    |  |  |  |  |  |  |  |  |  |  |  |  |  |  |  |
|  | 6. Príncipe Maximiliano de Dietrichstein-Nikolsburg                                |  |  |  |  |  |  |  |  |  |  |  |  |  |  |  |
|  |                                                                                    |  |  |  |  |  |  |  |  |  |  |  |  |  |  |  |
|  |                                                                                    |  |  |  |  |  |  |  |  |  |  |  |  |  |  |  |
|  | 26. Barón Juan Garmond de La Escala                                                |  |  |  |  |  |  |  |  |  |  |  |  |  |  |  |
|  |                                                                                    |  |  |  |  |  |  |  |  |  |  |  |  |  |  |  |
|  |                                                                                    |  |  |  |  |  |  |  |  |  |  |  |  |  |  |  |
|  | 13. Baronesa Juana de La Escala, Señora de Amerang                                 |  |  |  |  |  |  |  |  |  |  |  |  |  |  |  |
|  |                                                                                    |  |  |  |  |  |  |  |  |  |  |  |  |  |  |  |
|  |                                                                                    |  |  |  |  |  |  |  |  |  |  |  |  |  |  |  |
|  | 27. Baronesa Isabel de Thurn-Neubeuren                                             |  |  |  |  |  |  |  |  |  |  |  |  |  |  |  |
|  |                                                                                    |  |  |  |  |  |  |  |  |  |  |  |  |  |  |  |
|  |                                                                                    |  |  |  |  |  |  |  |  |  |  |  |  |  |  |  |
|  | 3. Princesa Juana Beatriz de Dietrichstein-Nikolsburg                              |  |  |  |  |  |  |  |  |  |  |  |  |  |  |  |
|  |                                                                                    |  |  |  |  |  |  |  |  |  |  |  |  |  |  |  |
|  |                                                                                    |  |  |  |  |  |  |  |  |  |  |  |  |  |  |  |
|  | 28. Barón Hartmann II de Liechtenstein, Señor de Valtice, Lednice y Steyregg (= 8) |  |  |  |  |  |  |  |  |  |  |  |  |  |  |  |
|  |                                                                                    |  |  |  |  |  |  |  |  |  |  |  |  |  |  |  |
|  |                                                                                    |  |  |  |  |  |  |  |  |  |  |  |  |  |  |  |
|  | 14. Príncipe Carlos I de Liechtenstein (= 4)                                       |  |  |  |  |  |  |  |  |  |  |  |  |  |  |  |
|  |                                                                                    |  |  |  |  |  |  |  |  |  |  |  |  |  |  |  |
|  |                                                                                    |  |  |  |  |  |  |  |  |  |  |  |  |  |  |  |
|  | 29. Condesa Ana María de Ortenburg (= 9)                                           |  |  |  |  |  |  |  |  |  |  |  |  |  |  |  |
|  |                                                                                    |  |  |  |  |  |  |  |  |  |  |  |  |  |  |  |
|  |                                                                                    |  |  |  |  |  |  |  |  |  |  |  |  |  |  |  |
|  | 7. Princesa Ana María de Liechtenstein                                             |  |  |  |  |  |  |  |  |  |  |  |  |  |  |  |
|  |                                                                                    |  |  |  |  |  |  |  |  |  |  |  |  |  |  |  |
|  |                                                                                    |  |  |  |  |  |  |  |  |  |  |  |  |  |  |  |
|  | 30. Barón Juan Šembera de Boskovic y Černá Hora (= 10)                             |  |  |  |  |  |  |  |  |  |  |  |  |  |  |  |
|  |                                                                                    |  |  |  |  |  |  |  |  |  |  |  |  |  |  |  |
|  |                                                                                    |  |  |  |  |  |  |  |  |  |  |  |  |  |  |  |
|  | 15. Baronesa Ana María Šemberová de Boskovic y Černá Hora (= 5)                    |  |  |  |  |  |  |  |  |  |  |  |  |  |  |  |
|  |                                                                                    |  |  |  |  |  |  |  |  |  |  |  |  |  |  |  |
|  |                                                                                    |  |  |  |  |  |  |  |  |  |  |  |  |  |  |  |
|  | 31. Baronesa Ana Krajířová de Krajku (= 11)                                        |  |  |  |  |  |  |  |  |  |  |  |  |  |  |  |
|  |                                                                                    |  |  |  |  |  |  |  |  |  |  |  |  |  |  |  |
|  |                                                                                    |  |  |  |  |  |  |  |  |  |  |  |  |  |  |  |

| Predecesor: Carlos Eusebio | Príncipe de Liechtenstein 1684 – 1712 | Sucesor: José Venceslao I |